# Pro Communitate díj
A „Pro Communitate” emlékérem annak a polgárnak, illetve polgárok azon közössége részére adományozható, aki vagy amelyek Pécs város rangját emelő, hírnevét öregbítő egyszeri aktuális, vagy kiemelkedő folyamatos, egyéni vagy kollektív teljesítményt nyújtottak.

## A díj bemutatása
Évente három emlékérem adományozható. A Közgyűlés megbízatása lejártának évében hat emlékérem adományozható, melyből hármat a város gazdasági életének fejlődése terén kiemelkedő teljesítményt nyújtó polgárnak, illetve közösségnek lehet odaítélni. Az emlékérem adományozásával oklevél és 250 000 Ft pénzjutalom jár.
A „Pro Communitate” Emlékérem egy 100 mm-es átmérőjű szabályos kör alakú, két oldalas érem. Előlapján a „PRO COMMUNITATE” felirat, felette egy olajág, alatta a közösséget jelképező embercsoport található. Hátlapján Pécs Megyei Jogú Város „nagycímere” látható.
A „Pro Communitate” emlékérem Trischler Ferenc szobrászművész alkotása.

## Pro Communitate díjasok

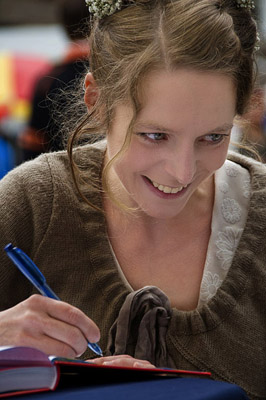
Bartos Erika író, építészmérnök

| Évszám | Név |
| ------ | --- |
| 1992   | A PVSK női kosárlabda csapata (Bercsényiné Horváth Judit, Sztojkovics Éva, Vilutyte Jolanta, Veres Judit, Halász Judit, Sajni Beatrix, Vertetics István - edző), Lippay Antal, Szalai János, Czéh László                               |
| 1993   | Maár Gyuláné, Kárpáti Gábor |
| 1994   | Nádor Tamás, Pinczehelyi Sándor, Vargha Dezső, Végh István, Horváth László, Ranga László, Dóczi Tamás, Gerold Pankl, Tatár Dénes, Rudnay János, Tölösi Péter                                                                           |
| 1995   | A PVSK női kosárlabda csapata (Anitics Lívia, Balázs Hajnalka, Donkó Orsolya, Iványi Dalma, Kiefer Csilla, Zsolnay Gyöngyi, Máté János - edző), A Pécsi Nemzeti Színház kollektívája, Rudolf Rager, Tasnádiné Rónaky Edit, Werner Edit |
| 1996   | Pécsi Szimfonikus Zenekar, G. Sándor Mária és Gerő Győző, Mohai István |
| 1997   | Barth István, Molnár Gfellner Judit, Mecsek Táncegyüttes |
| 1998   | Kassai Miklós, Takács Gyula, Bari Istvánné, Somosi László, Dirk Hofmann, Kéri István |
| 1999   | Szélkiáltó Együttes, Majorlaki József, Szalai István |
| 2000   | Hanns Seidel Alapítvány, Uhrik Teodóra, Horváth Csaba |
| 2001   | Pécsi Balett, Pécs- Gyárvárosi Gyermek- és Ifjúsági Fúvószenekar, Bóbita Bábszínház |
| 2002   | Hesz János, Horváth Gyula, Matyi Dezső, Mezőszél Utcai Általános Iskola nevelőtestülete, Pécsi Galéria művészeti Műhely, Troska Gyula                                                                                                  |
| 2003   | Stenczer Béla, Koltai Dénes, Vári Éva |
| 2004   | Cserép Attila, Durucz István, Pannon Volán Zrt. Bartók Béla Férfikar |
| 2005   | Diófási Lajos, Nagy Sándor, Papp Béla |
| 2006   | Nyirati István, Kadia György, Dörömböző Géza, Ágoston Zoltán, Pécsi Harmadik Színház, Elcoteq Zrt |
| 2007   | Káldy József, Ércbányász Koncert Fúvószenekar, Pécsi Női Kosárlabda Szurkolók Közössége, Zámbó Péter |
| 2008   | Joachim Scheffczyk, Arató Márton, Kiss Endre, Sors Tamás |
| 2009   | Szirtes Béla és Sallay Árpád, Erdősy Emil, Farkas Tamás, Nürnberger Géza (posztumusz) |
| 2010   | Garadnay Balázs, Civilek a Mecsekért Mozgalom, Vidákovics Antal, Bánky József, Károly Róbert, Suchman Tamás |
| 2011   | Balikó Tamás, Dr. Kiss Tibor, N. Szabó Sándor és Unger Pálma |
| 2012   | Kaufmann Pál, Orsós Teréz és a Huawei Technologies Hungary Kft |
| 2013   | Lábady Tamás, Fekete Gyémánt Fúvószenekar, Szency Sándor |
| 2014   | Bátor Botond, Pécs és Térsége Közösségi Közlekedéséért Egyesület, Unicum Laude énekegyüttes, Vasasi Szent Borbála Egyesület, Miseta Attila                                                                                             |
| 2015   | Punnany Massif, Pécsi Rotary Klub, Nyugdíjas Pedagógusok Barátság Kórusa |
| 2016   | Magyar Pálos Rend, Jobbágy Valér, Varga Ferenc |
| 2022   | Háber Tamás, Weszt László, Pécsi Tudományegyetem Klinikai Központ |